# Condado de Clarion
El condado de Clarion (en inglés: Clarion County), fundado en 1839, es uno de 67 condados del estado estadounidense de Pensilvania. En el año 2000 tenía una población de 41.765 habitantes con una densidad poblacional de 27 personas por km². La sede del condado es Clarion.

## Geografía
Según la Oficina del Censo, el condado tiene un área total de 1577 km² (608,9 mi²), de la cual 1559 km² (601,9 mi²) es tierra y 18 km² (6,9 mi²) (1.07%) es agua.

### Condados
- Condado de Forest (norte)
- Condado de Jefferson (este)
- Condado de Armstrong (sur)
- Condado de Butler (suroeste)
- Condado de Venango (oeste)

## Demografía
Según el censo de 2000, había 41,765 personas, 16,052 hogares y 10,738 familias residiendo en la localidad. La densidad de población era de 27 hab./km². Había 19,426 viviendas con una densidad media de 12 viviendas/km². El 98.16% de los habitantes eran blancos, el 0.79% afroamericanos, el 0.11% amerindios, el 0.34% asiáticos, el 0.00% isleños del Pacífico, el 0.08% de otras razas y el 0.52% pertenecía a dos o más razas. El 4.96% de la población eran hispanos o latinos de cualquier raza.

## Localidades

### Boroughs
Callensburg |
Clarion |
East Brady |
Emlenton‡ |
Foxburg |
Hawthorn |
Knox |
New Bethlehem |
Rimersburg |
Shippenville |
Sligo |
St. Petersburg |
Strattanville 

### Municipios
Ashland |
Beaver |
Brady |
Clarion |
Elk |
Farmington |
Highland |
Knox |
Licking |
Limestone |
Madison |
Millcreek |
Monroe |
Paint |
Perry |
Piney |
Porter |
Redbank |
Richland |
Salem |
Toby |
Washington 

### Lugares designados por el censo
Crown |
Leeper |
Marianne |
Vowinckel

### Áreas no incorporadas
Scotch Hill 